# My Generation (singolo The Who)
My Generation è un brano musicale del gruppo rock britannico The Who; venne pubblicato come terzo singolo nel Regno Unito ed in USA, con diverso lato B, e venne poi incluso nell'omonimo album del 1965. Nella classifica delle 500 migliori canzoni della rivista Rolling Stone occupa la posizione n. 11.

## Storia del brano
(My Generation, The Who)

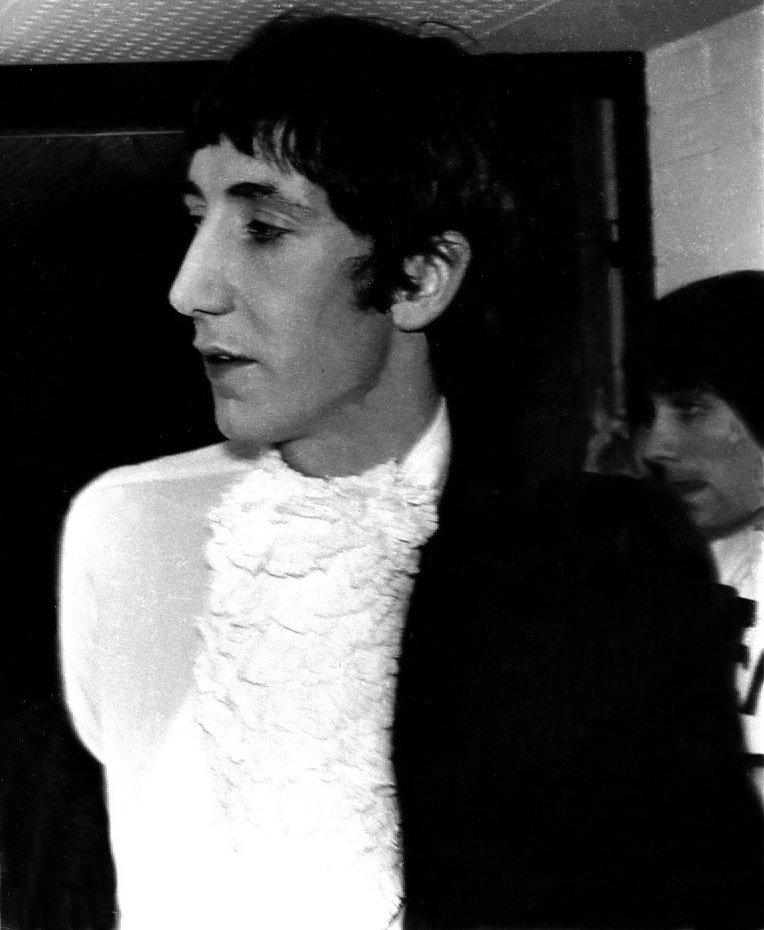
Pete Townshend, l'autore del brano, in una foto risalente al 1967.

Pete Townshend scrisse la canzone durante un viaggio in treno, si dice ispirato dalla Regina madre che aveva ordinato di rimuovere il carro funebre Packard del 1935 di sua proprietà da una strada di Belgravia perché si era sentita offesa dalla vista di esso durante la sua passeggiata quotidiana attraverso il quartiere. Altra fonte d'ispirazione accreditata dallo stesso Townshend fu il brano Young Man Blues di Mose Allison: «Senza Mose non avrei mai potuto comporre My Generation». Nel 1985 Townshend disse inoltre alla rivista Rolling Stone: «My Generation aveva molto a che fare con gli sforzi per trovare il proprio posto nella società».
Il brano venne registrato negli IBC Studios di Londra il 13 ottobre 1965. Una diversa versione del brano venne registrata per includerla nell'EP Ready Steady Who del 1966 ma non venne mai pubblicata fino al 1995 quando venne inclusa nella ristampa dell'album A Quick One. La canzone compare registrata dal vivo negli album Live at Leeds del 1970 e The Kids Are Alright del 1979.

## Composizione e stile
È uno degli inni del movimento mod. La canzone è caratterizzata da un riff d'introduzione di due note, seguito da un'alternanza di voce e coro. Fece scalpore all'epoca il verso: «I hope I die before I get old» ("Spero di morire prima di diventare vecchio").
Come in molte altre delle prime composizioni del gruppo, influenzati dalla cultura mod, sono presenti influenze del R&B statunitense, più esplicitamente nella forma a "domanda e risposta" dei versi della canzone con Daltrey che canta arrivando a balbettare dalla frustrazione e la ripetizione ossessiva del coro "Talkin' 'bout my generation":
Just because we g-g-get around
(Talkin' 'bout my generation)

Things they do look awful c-c-cold
(Talkin' 'bout my generation)

I hope I die before I get old
(Talkin' 'bout my generation)»
Solo perchè ce ne andiamo in giro
(parlando della mia generazione)
Le cose che loro fanno appaiono così tremendamente fredde
(parlando della mia generazione)

Spero di morire prima di invecchiare
(parlando della mia generazione)»
(Pete Townshend)

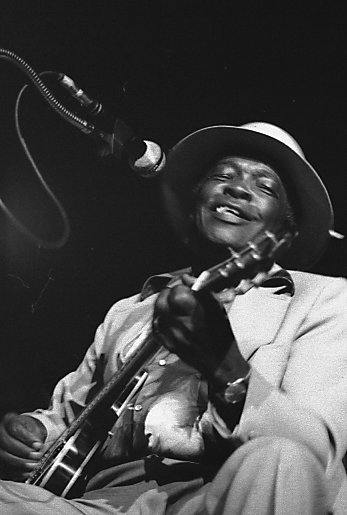
Secondo un'ipotesi, lo stile di canto utilizzato da Roger Daltrey in My Generation sarebbe ispirato al bluesman John Lee Hooker

Sullo stile di canto impiegato da Roger Daltrey, un urlo arrabbiato e nervoso carico di rabbia adolescenziale, esistono varie storie sull'origine di questo particolare stile, detto "stutter". Una di esse afferma che il brano iniziò come un lento blues parlato, ma dopo l'ascolto di Stuttering Blues di John Lee Hooker, Townshend rielaborò la traccia nella forma attuale. Altra ipotesi suggerisce che con la sua interpretazione Daltrey volesse rendere l'idea di un mod sotto l'effetto di anfetamina. Keith Moon riferì che: «Pete aveva scritto le parole della canzone su un foglio di carta e lo diede a Roger, che non le aveva mai lette prima. Così, mentre le leggeva per la prima volta, balbettò. In studio c'era Kit Lambert, che disse a Roger: "Quando canti continua a balbettare". Così fu, e il risultato lasciò tutti senza fiato. E pensare che tutto accadde solo perché Roger quel giorno aveva il raffreddore».

## Accoglienza
Pubblicata su singolo il 5 novembre 1965, raggiunse la seconda posizione in Gran Bretagna, miglior risultato del gruppo fino ad allora vendendo circa 300 000 copie, nonostante l'iniziale messa al bando da parte della BBC per il testo del brano ritenuto potenzialmente offensivo per chi era realmente affetto da balbuzie. Derek Johnson del New Musical Express scrisse: «una tempesta, un beat shakerato con i piatti della batteria distrutti, una chitarra rancorosa e un riverbero di note di basso e battiti di mano sono solo la base sulla quale si leva la potenza della canzone». Diventata un classico con il passare degli anni, nel 1995 il giornalista Chris Charlesworth scrisse: «Se anche gli Who avessero fatto un'unica canzone, My Generation, e niente altro, sarebbero comunque passati alla storia». Negli Stati Uniti d'America raggiunse la posizione n. 74.

## Tracce

### Edizione UK
Lato A
1. My Generation – 3:14 (Pete Townshend)

Lato B
1. Shout and Shimmy – 3:15 (James Brown)

### Edizione USA
Lato A
1. My Generation – 3:14 (Pete Townshend)

Lato B
1. Out in the Street – 2:29 (Pete Townshend)

## Formazione
- Roger Daltrey – voce
- Pete Townshend – chitarra elettrica, coro
- John Entwistle – basso, coro
- Keith Moon – batteria

## Cover
- Nel EP dei Manfred Mann Instrumental Asylum del 1966.
- Nell'album dei Count Five Psychotic Reaction del 1966.
- Nell'album dei Sweet Desolation Boulevard del 1974.
- Nell'album di Patti Smith Horses del 1975 (bonus track sulla ristampa in CD).
- Nell'album dei Gorky Park Gorky Park del 1989.
- Nell'album dei Green Day Kerplunk del 1992.
- Nell'album di Blues Saraceno Hairpick del 1994.
- Nel singolo degli Oasis Little by Little del 2002.
- Nell'album di Hilary Duff Hilary Duff del 2004 (bonus track della versione per il mercato giapponese).
- Nell'album di Rick Springfield Venus in Overdrive del 2008.
- Nell'album degli Iron Maiden Eddie's Archive del 2002.
- Nell'album degli Hollywood Vampires Hollywood Vampires del 2015.